# Mora IK
Le Mora Ishockey Klubb est un club suédois de hockey sur glace. L'équipe joue ses matchs dans la patinoire Smidjegrav Arena.
Fondé en 1935, Mora IK fut le premier club de hockey sur glace de la province de Dalécarlie. En 1945, le club atteint atteint pour la première fois la première division, appelée à l'époque Svenska Serien. Entre 1945 et 1975, l'équipe participa à 21 saisons du championnat de première division.
En 1975, le club fut ensuite relégué en deuxième division (Allsvenskan) où il resta 29 ans. En 2004, Mora obtint une promotion dans l'Elitserien et tira parti du lock-out de la Ligue nationale de hockey qui lui permit de faire signer Shawn Horcoff, Daniel Cleary et les frères Marcel et Marián Hossa. Mora IK termina 8e de la ligue cette saison-là, position respectable pour un club promu.
En 2008, le club est de nouveau relégué en deuxième division (Allsvenskan).

## Palmarès
- Aucun titre.

## Rivalités
- Leksands IF

## Numéros retirés
- 8. Hasse Hansson